# Florian Znaniecki
Florian Witold Znaniecki (Świątniki, 15 de janeiro de 1882 – Urbana, 23 de março de 1958) foi um filósofo e sociólogo polonês que lecionou tanto na Polônia quanto nos Estados Unidos. No decorrer de sua carreira, ele mudou seu foco da filosofia para a sociologia. Ele continua sendo uma figura importante na história da sociologia polonesa e americana; o fundador da sociologia acadêmica polonesa e de uma nova escola de pensamento em sociologia. Ele ganhou renome internacional como coautor, com William I. Thomas, do estudo, O Camponês Polonês na Europa e América (1918-20), que é considerado a base da sociologia empírica moderna. Ele também fez contribuições importantes para a teoria sociológica, introduzindo termos como "coeficiente humanístico" e "culturalismo".